# 三条タクシー
三条タクシー株式会社（さんじょうタクシー、SANJO TAXI.CO.LTD）は、マルソー株式会社傘下（マルソーグループ）に属するタクシー・放課後等デイサービス・さんタクイートサービス事業を運営する企業である。本社は新潟県三条市興野2丁目6番18号に所在する。通称は「さんタク（三タク）」。

## 事業内容

### 常設事業
- タクシー事業
- 福祉タクシー
- 放課後等デイサービス
- さんタクイートサービス - 料理店の品物を配送するサービス[2][注 1]。2020年3月にサービスを開始し、三条市内の料理店やコンビニエンスストアFamilyMartなどと提携している[3][4]。

### 期間限定事業
- 三条市ワクチン接種ネット予約代行サービス - 2021年5月3日から同月8日まで市による新型コロナウイルスワクチン接種のインターネット予約を代行するサービスをおこなった[5]。本事業について同月8日、三条市長から感謝状が贈呈された[6]。

## 沿革
特記のない記述は公式ウェブサイトの記載による。
- 1941年（昭和16年）2月28日 - 設立
- 1999年（平成11年）7月1日 - M&Aにより丸惣運送株式会社（現・マルソー株式会社）の子会社となる[8]
- 1999年7月1日 - 渡邉喜彦、代表取締役社長に就任[注 2]
- 2003年（平成15年）11月15日 - 本社を三条市一ノ門から三条市興野へ移転
- 2009年（平成21年）7月3日 - 渡邉雅之、代表取締役社長に就任[注 3]
- 2013年（平成25年）1月29日 - 渡邉喜彦、代表取締役会長に就任
- 2013年4月1日 - あさひタクシー[注 4]を吸収合併[11][8]
- 2013年5月3日 - 三条市福島新田（旧栄町）に栄営業所を開設
- 2020年（令和2年）1月21日 - 渡邉惣太、代表取締役社長に就任[注 5]
- 2020年3月中旬 - さんタクイートサービスを開始[3]

## SNSでの発信

### 安全運転の啓発
2021年（令和3年）10月27日、同社の公式Twitter（現・X）アカウントに、新潟市南区の国道8号で同日に発生した乗用車が大型トレーラーに衝突し車2台を巻き込んだ多重事故の様子を捉えたドライブレコーダー映像を投稿して安全を呼びかけると、大きな反響があった。

### 従業員によるSNS配信
2022年（令和4年）1月に、同社のタクシードライバーとして勤務する刈谷陽和（かりや ひより、TikTokなどでは「ひよりん」名義で活動）が、女性ドライバーが運転する「さくらチーム」の一員としてSNSでの情報発信を開始した。「会社を黒字にするために奮闘するタクシーのお姉さん」として運転する車中からの配信もあり、福岡県や長崎県の視聴者が三条市を訪れるなどの効果も現れている。
2020年（令和2年）1月から始まった日本のコロナ禍の影響でタクシー事業の売上が激減するなか、同従業員は同社の公式SNSアカウントとして配信を継続し、2022年6月度には配信による同社収入が月160万円に達した。この取り組みもあって認知度を増した同社は2022年4月に、2020年1月から続いていた単月赤字を脱し約2年半ぶりに単月の黒字を達成した。SNSによる売り上げは、同社全体の売上高の約2割を占め、同社社長は「SNSをここまで事業化したタクシー会社は全国で初めてでしょう」と述べた。
2022年8月時点でのSNSアカウントのフォロワー数は9万人を超えたと報道され、同月18日には三条市が、三条市の魅力を世界に伝えてもらおうと、同従業員を市内初めての「三条ふるさと観光大使」に任命した。また2023年3月には、道の駅国上（新潟県燕市）のアンバサダー「SORAIRO KUGAMI 応援団長」にも任命され就任した。

### SNSへの不適切投稿
2023年（令和5年）8月、所属する女性ドライバーの容姿についてのコメントや性的ニュアンスの強い写真画像や動画などをX（旧・Twitter）上の公式アカウントに相次いで投稿し、批判が殺到するとともにXからもアカウントを凍結された。これを受けて、代表取締役社長の渡邉惣太は自社公式ウェブサイトに「当社X（旧Twitter）アカウントにおける不適切な発言に関するお詫び」を掲載して謝罪し、SNSアカウント担当者の変更やXアカウントの削除申請、社内スタッフへの再教育などの再発防止策を実施することを明らかにした。その後、一連の騒動の責任を取り、社長の渡邉は辞任の意向を示し、ドライバーの刈谷陽和も三条ふるさと観光大使を辞任するとともに9月20日付で三条タクシーを退社すると発表した。